# Neonauclea ventricosa
Neonauclea ventricosa är en måreväxtart som beskrevs av Colin Ernest Ridsdale. Neonauclea ventricosa ingår i släktet Neonauclea och familjen måreväxter.
Artens utbredningsområde är Sulawesi. Inga underarter finns listade i Catalogue of Life.